# 1894 Haffner
1894 Haffner è un asteroide della fascia principale. Scoperto nel 1971, presenta un'orbita caratterizzata da un semiasse maggiore pari a 2,8859704 UA e da un'eccentricità di 0,0752553, inclinata di 0,90910° rispetto all'eclittica.